# See am Goldberg
Das Naturschutzgebiet See am Goldberg (NSG-Kennung 1438004) liegt am nordöstlichen Stadtrand der Stadt Heusenstamm im hessischen Landkreis Offenbach. Es hat eine Größe von 12,24 ha und reicht abschnittsweise bis an die Gemarkungsgrenze zur Nachbarstadt Obertshausen. Das Gebiet ist ein wichtiger Lebensraum für seltene Vogelarten (vor allem Wasservogelarten) in Hessen. Von durchreisenden Zugvögeln wird es als Ruhezone und zur Nahrungsaufnahme genutzt.

## Geschichte
Das Gelände des späteren Naturschutzgebiets gehörte früher zum Schönbornschen Anwesen und hieß Schönbornsche Kiesgrube. Die Grube diente bis Mitte der 1950er-Jahre dem kommerziellen Kies- und Sandabbau und wurde danach als Naherholungsgebiet genutzt. In den dünenartigen Bereichen im angrenzenden Wald und am Strand der Seenlandschaft wurden bis in die 1970er-Jahre überregionale Motocrossrennen ausgetragen und Open-Air-Konzerte veranstaltet. Dank des Einsatzes regionaler Naturschutzorganisationen wurde das Gelände am 14. September 1977 durch eine Verordnung der Naturschutzbehörden als zweites Naturschutzgebiet im Kreis Offenbach ausgewiesen. Das Sekundärbiotop war das erste seiner Art in Hessen und wichtiges Vorbild für weitere stillgelegte Kiesgruben, die zu Naturschutzgebieten umgewandelt wurden.

## Das Biotop
Die ehemalige Kiesgrubenlandschaft wurde nach und nach renaturiert, ist inzwischen weitgehend begrünt und weist ausgedehnte Schilfbestände auf. Das Gelände bietet mit seinen Flachwasserzonen, Kiesbänken, Sanddünen und vegetationsarmen Ufergebieten idealen Lebensraum für seltene Wasservogelarten, Amphibien und Insekten.

## Flora und Fauna
Die Hessische Gesellschaft für Ornithologie und Naturschutz hat im Beobachtungszeitraum von 10 Jahren (1993–2003) 145 verschiedene Vogelarten im Naturschutzgebiet See am Goldberg festgestellt. Darunter finden sich auch seltene Arten wie Sommergoldhähnchen und Rallenreiher sowie als in Mitteleuropa seltener Irrgast die Dreizehenmöwe. Dort zu beobachten ist auch die Rohrdommel (Botaurus stellaris), ein Vogel aus der Familie der Reiher (Ardeidae). Die bemerkenswertesten Brutvögel vor Ort sind Wasserralle, Rohrweihe, Eisvogel und Haubentaucher, aber auch häufiger auftretende Arten wie Kiebitz und Beutelmeise.
Das Schutzgebiet See am Goldberg ist der wichtigste Brutplatz für den Flussregenpfeifer in Hessen. Die ausgedehnten Schilfgebiete bieten idealen Lebensraum für die brütenden Wasservögel. Neben dem Fischbestand der Seenlandschaft komplettieren biotop-typische Amphibien und Insekten das Nahrungsangebot für die teilweise hochspezialisierten Wasservögel.